# Diecéze Castra Galbae
Diecéze Castra Galbae je titulární diecéze římskokatolické církve.

## Historie
Castra Galbae, možná ztotožnitelné s lokalitou Kasr-Galaba v dnešním Alžírsku, bylo starobylé antické město, nacházející se v římské provincii Numidie, pojmenované zřejmě po staré římské rodině Galba. Ze starověku je znám jediný biskup této diecéze: mezi katolickými preláty, kteří se v Kartágu roku 256  účastnili koncilu zabývajícím se odpadlíky během nedávného pronásledování, byl jistý Lucius z Castra Galbae. Diecéze zanikla zřejmě v 7. století,v době obsazení severní Afriky muslimy.

## Titulární sídlo
Diecéze byla obnovena jakožto titulární sídlo v roce 1933.

## Titulární biskupové
| hodnost          | jméno                          | úřad | od               | do                 |
| ---------------- | ------------------------------ | --- | ---------------- | ------------------ |
| titulární biskup | Paul-Sanson-Jean-Marie Robert, | emeritní biskup Diecéze Gonaïves (Haiti)                                                                                | 18. srpna 1966   | 4. března 1994     |
| titulární biskup | László Bíró                    | pomocný biskup v arcidiecézi Kalocsa-Kecskemét Maďarsko                                                                 | 18. dubna 1994   | 20. listopadu 2008 |
| titulární biskup | Svjatoslav Ševčuk              | pomocný biskup Eparchie Santa María del Patrocinio en Buenos Aires Argentina, dnes Vyšší archieparcha Kyjevsko-Halyčský | 14. ledna 2009   | 25. března 2011    |
| titulární biskup | Edgar Aristizábal Quintero     | pomocný biskup v arcidiecézi medellínské, Kolumbie                                                                      | 4. května 2011   | 4. května 2017     |
| titulární biskup | Josef Nuzík                    | Arcibiskup v arcidiecézi olomoucké                                                                                      | 5. července 2017 | Doposud            |